# Фарагут (Тенеси)
Фарагут (енгл. Farragut) град је у америчкој савезној држави Тенеси.

## Демографија
По попису из 2010. године број становника је 20.676, што је 2.956 (16,7%) становника више него 2000. године.
| Група             | 2000.          | 2010.          |
| Белци             | 16.500 (93,1%) | 18.357 (88,8%) |
| Афроамериканци    | 319 (1,8%)     | 397 (1,9%)     |
| Азијати           | 560 (3,2%)     | 1.116 (5,4%)   |
| Хиспаноамериканци | 189 (1,1%)     | 513 (2,5%)     |
| Укупно            | 17.720         | 20.676         |